# Medetera comes
Medetera comes är en tvåvingeart som beskrevs av Hardy 1939. Medetera comes ingår i släktet Medetera och familjen styltflugor. Inga underarter finns listade i Catalogue of Life.